# Clube Sociedade Esportiva
Il Clube Sociedade Esportiva, noto anche semplicemente come CSE, è una società calcistica brasiliana con sede nella città di Palmeira dos Índios, nello stato dell'Alagoas.

## Storia
Il club è stato fondato il 21 giugno 1947, come Centro Social Esportivo. Il club ha cambiato nome in Clube Sociedade Esportiva il 7 maggio 1997, come un modo per sbarazzarsi dei debiti con il governo federale e gli altri creditori. Il CSE ha vinto il Campeonato Alagoano Segunda Divisão nel 2002 e nel 2019.

## Palmarès

### Competizioni statali
- Campeonato Alagoano Segunda Divisão: 2

2002, 2019
- Copa Alagoas: 1

2023